# Marie Lhuillier
Ne doit pas être confondu avec Marie Lhuillier, veuve de Claude Marcel, fondatrice en 1640 du couvent des Filles-de-la-Croix de la rue Saint-Antoine à Paris
Sœur Monique  (née le 18 novembre 1744 à Arquenay et morte le 25 juin 1794 à Laval), dans le siècle Marie Lhuillier, est une religieuse française. 

## Biographie
Elle était sœur converse pendant la Révolution française, sous le nom de Monique, à l'Hôpital et chapelle Saint-Julien de Château-Gontier, desservi par les religieuses de la Miséricorde de Jésus. 
Les religieuses hospitalières de Château-Gontier continuent le service des malades jusqu'à la fin de février 1794; le 19 de ce mois, un détachement d'hommes armés vient les prendre, et les conduisent à la municipalité , où on leur ordonne de faire le serment de liberté-égalité. 
Sur leur refus, elles sont conduites en prison. Quelque temps après on trouve, en la possession de l'ancien jardinier des religieuses, deux tabliers de toile, ou torchons, portant la marque de l'hôpital ; on l'accuse de les avoir volés, il déclare qu'ils lui avaient été donnés par sœur Monique. Elle est traitée comme voleuse et spoliatrice de l'hôpital ; on infère de quelques-unes de ses explications. Après deux interrogatoires devant le comité révolutionnaire de Château-Gontier, Monique est séparée de ses sœurs, et envoyée à Laval pour y être jugée.
Il y a tout lieu de croire qu'on ne la traite de cette manière que pour amener ses sœurs à faire le serment. Sa réputation était probablement le vrai motif qui l'avait fait choisir pour victime, au lieu d'une des supérieures. 
Arrivée le 9 juin 1794 à Laval, elle parait le 25 devant la  Commission militaire révolutionnaire du département de la Mayenne. Le chef d'accusation du vol des tabliers n'avait aucune valeur aux yeux des juges; il en était à peine question ; mais tout sera mis en œuvre pour obtenir le serment. On va jusqu'à lui dire en propres termes que si elle voulait faire ce qu'on lui demandait, elle serait mise en liberté; que, si elle s'obstinait à refuser , elle allait être guillotinée. 
Elle refusa de prêter serment, et la sentence fatale fut rendue. On condamna avec elle Renée Gilberge.
Le jugement du 7 messidor an II indique que Marie Lhuilier, dite sœur Monique, atteinte et convaincue d'abord de s'être coalisée avec tous les fanatiques, pour opérer la contre-révolution , par le refus formel de ne jamais reconnaître la république; d'avoir dérobé à l'hôpital de ChàteauGontier plusieurs effets et linges à l'usage des ci-devant prêtres et religieuses, dans l'intention de les conserver jusqu'au retour des uns et des autres, et en outre de l'avoir provoque par plusieurs propos contre-révolutionnaires; Renée Gilberge, atteinte. En conséquence, l'auditoire invité à parler pour ou contre les accusées. Ouïes les conclusions de l'accusateur public Condamné à la peine de mort Marie Lhuilier, ci-devant sœur hospitalière à Château-Gontier, et Renée Gilberge , nièce d'un ci-devant curé réfractaire, atteintes et convaincues d'avoir attenté à la souveraineté du peuple et provoqué au rétablissement de la royauté; ordonne qu'elles seront livrées au vengeur du peuple, pour être mises à mort dans les 24 heures , etc. .
Le pape Pie XII béatifie Marie Lhuillier avec les 14 martyrs de Laval le 19 juin 1955, en même temps qu'un curé et quatre religieuses également guillotinés en 1794.

## Sources partielles
- Isidore Boullier, Mémoires ecclésiastiques concernant la ville de Laval et ses environs.